# Bleeck’sche Villa
Die Bleeck’sche Villa in Bützow, Landkreis Rostock, Vor dem Rühner Tor 22, war eine großbürgerliche Unternehmer-Villa, die 1907 als Wohnsitz des Papierfabrikanten Bleeck erbaut wurde. Das Gebäude stand unter Denkmalschutz, wurde aber trotzdem 2014 abgebrochen.

## Geschichte und Architektur
Im Jahr 1823 wurde die ehemalige herzogliche Papiermühle in Bützow zum Verkauf angeboten und von ihrem bisherigen Pächter Isaak Kramer erworben. Kramer hatte jedoch Schwierigkeiten mit den notwendigen Investitionen, und im Jahr 1837 war der Konkurs unvermeidlich. Der Papiermacher Heinrich Bleeck (1807–1886) erwarb die Anlage. Unter seiner Leitung blühte die Papiermühle wieder auf. Sie wurde zu einer der führenden Papierfabriken in der Region. 1875 übergab Bleeck das Unternehmen an seine Söhne Helmut (1848–1926) und Ludwig (1850–1925). Die Brüder nutzten alle technischen Neuerungen ihrer Zeit und entwickelten die Papiermühle zur Papierfabrik.

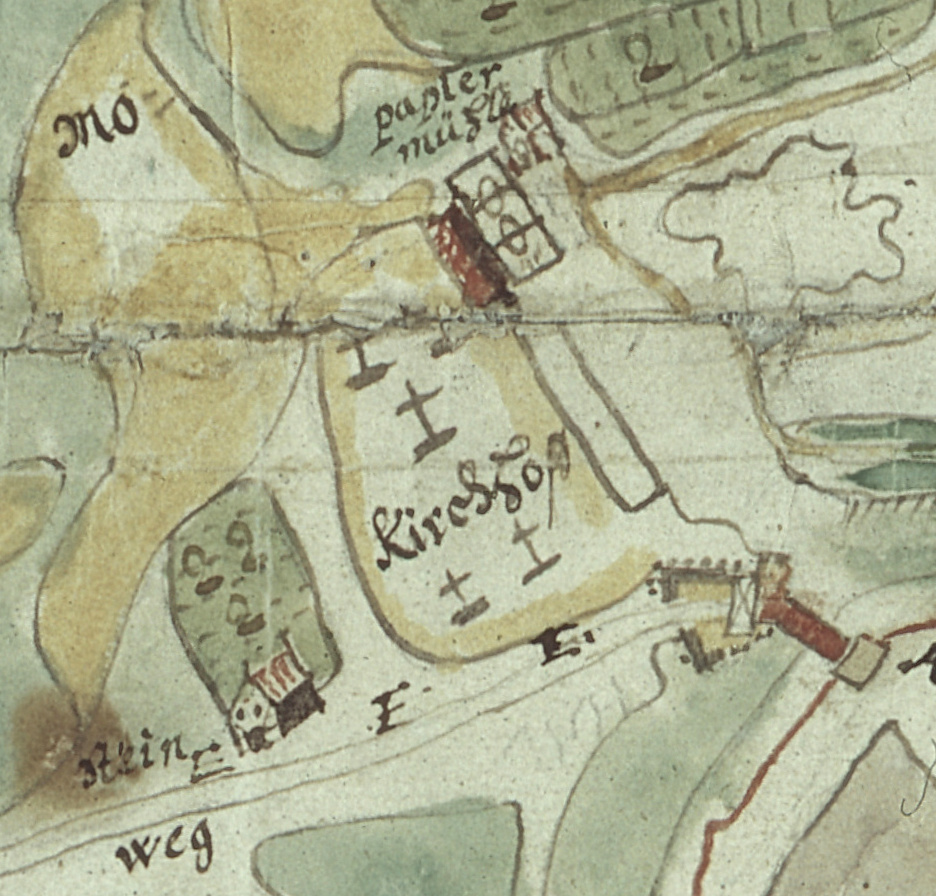
Historische Karte des Gebietes der Papiermühle um 1688

Helmut Bleeck verließ das Unternehmen vor der Jahrhundertwende und zog als Rentier nach Lübeck. Die Papiermühle und das Wohngebäude wurden durch Brände immer wieder schwer beschädigt, so auch am 14. Mai 1907. Ludwig Bleeck ließ die Fabrik und ein Wohnhaus neu erbauen. Die Villa in zeitgemäßer Reformarchitektur mit Jugendstil-Einflüssen war dabei ein Symbol für Erfolg und Wohlstand in der Region. Ludwig Bleecks einziger Sohn Reinhard stieg 1910 in der dritten Generation an der Seite seines Vaters in das Geschäft ein. Aufgrund von Schwierigkeiten wurde die Fabrik im Jahr 1917 verkauft. Nach dem Verkauf setzte sich Ludwig Bleeck in Rostock zur Ruhe, wo er auch starb. Die Villa wurde bis 1945 als Wohnsitz der Werksdirektoren der Papierfabrik genutzt.
Nach 1949 wurde die Villa von einem volkseigenen Betrieb für Bau- und Möbeltischlerei genutzt. Nach der Wende wurde das Gebäude teilweise wieder als Wohnhaus genutzt. Ab der Jahrtausendwende stand die Villa leer. 
Obwohl das Ensemble „Fabrik mit Villa, Garten mit Gedenkstein für E. Mundt und Fabrikhalle mit Anbau“ unter Denkmalschutz stand, wurde die Villa 2014 abgerissen, um Platz für eine Wohnanlage für Senioren zu schaffen.

Bleeck’sche Villa vor dem Abriss 2014
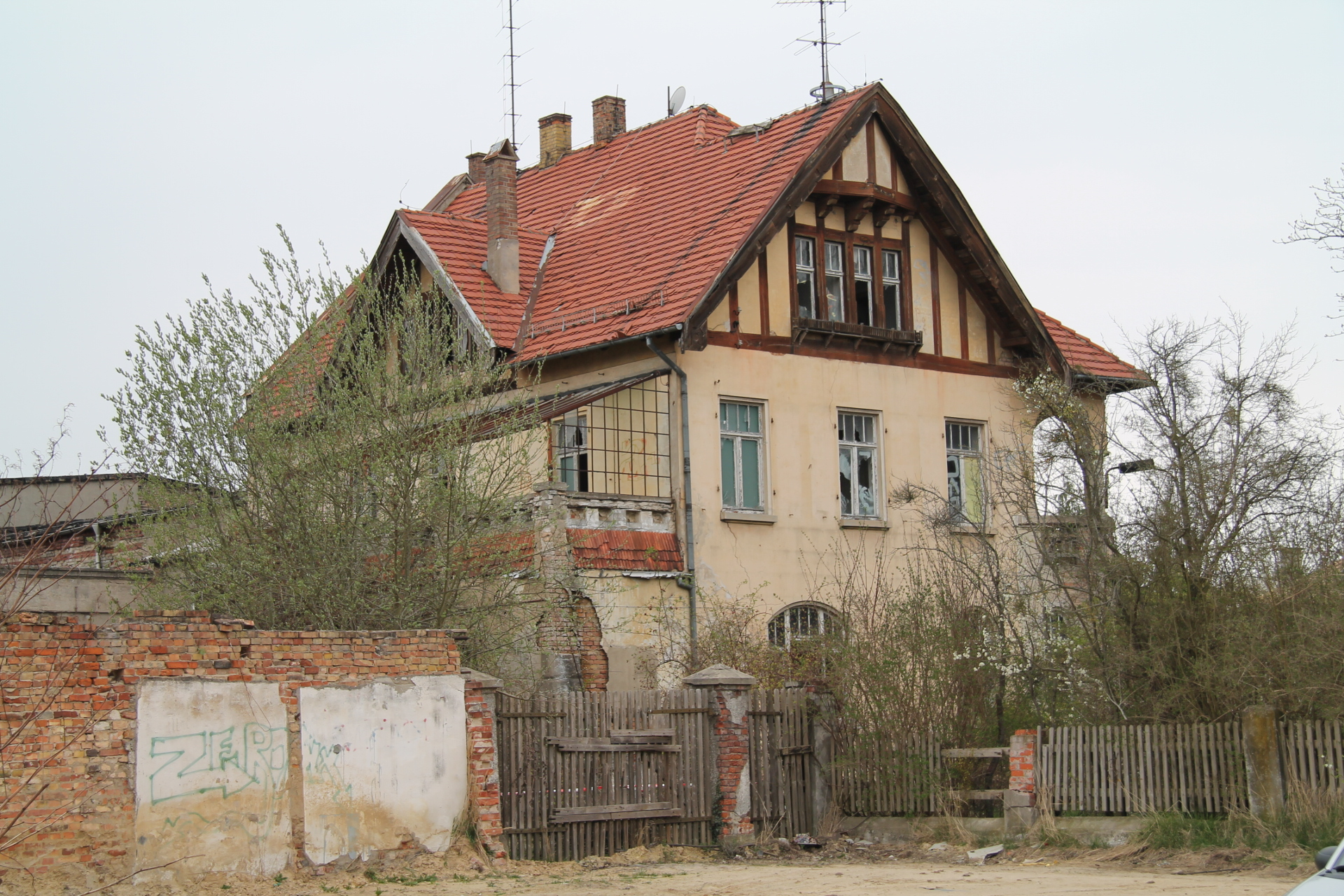
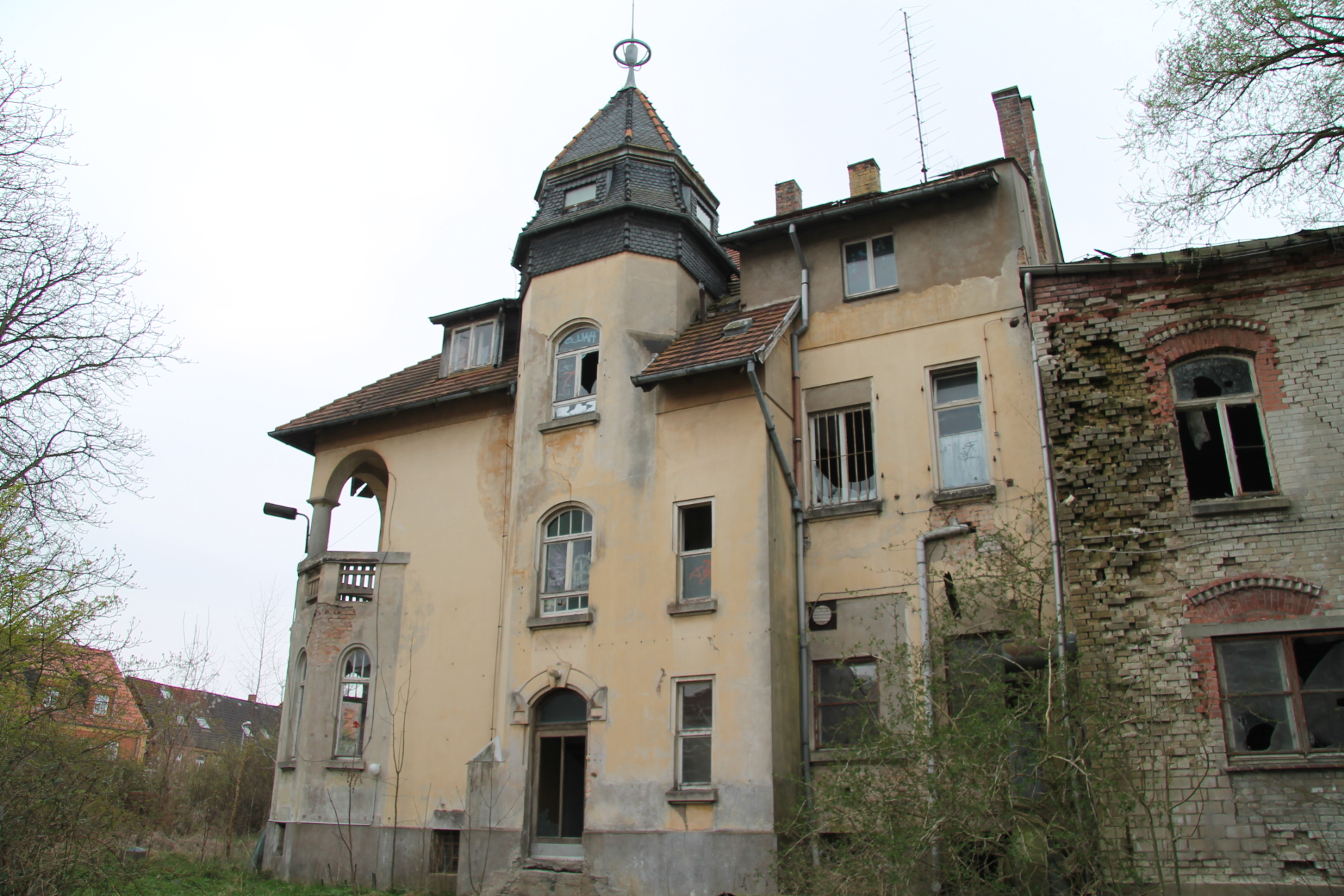